# Конехо, Луис Габело
Луис Габело Конехо Хименес (исп. Luis Gabelo Conejo; 1 января 1960, Сан-Рамон, Алахуэла) — коста-риканский футболист, вратарь.

## Карьера
Начинал свою карьеру в местном клубе «Картахинес». За него вратарь провёл 6 сезонов, после чего перешёл в «Рамоненсе». В этой команде голкипер проявил себя как бомбардир. За неё он забил пять голов с пенальти и штрафных ударов. В молодые годы Конехо ни разу не привлекался в сборную страны. В ней он смог закрепиться только тогда, когда на пост главного тренера пришёл югославский специалист Бора Милутинович.
Звёздным часом для Конехо стал чемпионат мира 1990 года. Он был дебютным для «тикос». На мундиале голкипер провёл без замен все матчи групповой стадии, а костариканцы сенсационно дошли до 1/8 финала, в котором проиграли сборной Чехословакии 1:4. В этой встрече Конехо участия не принимал. По итогам турнира Конехо попал в символическую сборную мирового первенство в качестве второго вратаря.
После успешного выступления за сборную Луис Габело переехал в Европу. Он заключил контракт с испанским клубом Сегунды «Альбасете». Через год он вместе с партнёрами вышел в Примеру. Там Конехо отыграл ещё два сезона, после чего вернулся на родину, где вскоре закончил карьеру.
Завершив играть, Луис Габело Конехо не ушёл из футбола. Долгое время он работал тренером вратарей в сборной Коста-Рики. Считается сильнейшим вратарем в истории Коста-Рики согласно данным IFFHS.